# ジェニー・ヘンドリックス
ジェニー・ヘンドリックス（Jenny Hendrix、1986年4月5日 - ）は、アメリカ合衆国のモデル、元ポルノ女優。フロリダ州ニューポートリッチー出身。

## 経歴
2004年に18歳でデビューして以来、150本以上のポルノ映画に出演してきた。
非ポルノ作品では、ジェイ・ウォールフェルのホラー映画 Live Evilや 、LMFAOの"I'm in Miami Trick"やエスケイプ・ザ・フェイトの "10 Miles Wide"のミュージックビデオに出演してきた。
2011年8月19日、ヘンドリックスは自身のTwitter でポルノ業界から引退することを明かした。